# Calle Fontán
La calle Fontán es una vía pública de la ciudad española de Oviedo.

## Descripción
La vía discurre desde la calle Fierro hasta Rosal, donde conecta con Suárez de la Riva. Tiene cruce con el Arco de los Zapatos. Surgió a raíz de la construcción del adyacente mercado homónimo, y albergó el colegio y las escuelas de la Compañía de Jesús. Aparece descrita en El libro de Oviedo (1887) de Fermín Canella y Secades con las siguientes palabras:

Fontán.—Construído en 1792 el mercado plazuela del Fontán en medio de este gran espacio, quedó como calle el frente con el colegio y escuelas de la entonces extinguida Compañía de Jesús.—Ent.: Rosal.—Conc.: Fierro.
(Canella y Secades, 1887, p. 112)